# Mondello Park
O Mondello Park é um autódromo localizado em Caragh, na Irlanda, possui uma pista com pouco mais de 3,503 km de extensão com 13 curvas, foi inaugurado em 1968, passou por uma alteração em 2000.